# Бульвар Гагарина (Иркутск)
Бульвар Гага́рина (до 1961 года — Набережная, Вузовская набережная) — улица и пешеходный бульвар в Правобережном округе города Иркутска. Проходит вдоль правого берега реки Ангары от улицы Кожова до Глазковского моста, после которого переходит в Цэсовскую набережную. Нумерация домов ведëтся от улицы Кожова.
Одна из старейших улиц Иркутска. Излюбленное место отдыха иркутян и место проведения массовых гуляний.

## История
Набережная улица начала формироваться в конце XVII века как западная часть Иркутского посада. К 1729 году она доходила до современной улицы Карла Маркса, где в то время находился внешний палисад города. Здесь располагались рыбные лавки, пристани, дома иркутян. Во второй половине XVIII века строятся первые каменные здания (некоторые сохранились до наших дней). В начале XIX века на набережную перемещается резиденция иркутских градоначальников, а впоследствии — генерал-губернаторов Восточной Сибири. Улица сильно пострадала во время пожара 1879 года, выгорело большинство деревянных строений. В 1908, в честь завершения строительства Великого Сибирского пути, в месте пересечения бульвара с Большой улицей (ныне — улица Карла Маркса) на народные пожертвования был воздвигнут памятник царю Александру III, работы известного российского скульптора Р. Баха, вокруг которого разбит одноимённый сквер. В декабре 1917 года на улице шли ожесточённые бои между красногвардейцами и юнкерами за установление советской власти в городе. В 1920 году памятник Александру III был демонтирован, постамент же долгое время пустовал (памятник был восстановлен в 2004 году). В 50-60х годах Набережная была существенно реконструирована — на всём протяжении возведена высокая подпорная стенка и парапеты (до этого в зимнее половодье бульвар периодически затапливало). В 1961 году на тот момент Вузовская набережная получила своё современное название, а в 1977 году на бульваре был установлен и бюст Юрию Гагарину.
24 ноября 2013 года по бульвару Гагарина прошла эстафета Олимпийского огня.

## Примечательные здания и сооружения
- № 4 — Кузнецовская больница (1871—1875, архитектор А. Е. Разгильдеев[5]). Ныне — Иркутская областная детская клиническая больница.
- № 18 — госпиталь Красного креста (здание XIX века). Ныне — факультетские клиники Иркутского государственного медицинского университета (с 1920 года).
- № 20 — Девичий институт Восточной Сибири (1855—1861, архитектор А. Е. Разгильдеев[6]). Ныне в здании размещаются некоторые факультеты Иркутского государственного университета.
- № 24 — Белый дом (1804, архитектор — предположительно Д. Кваренги). Здание строилось для купца М. В. Сибирякова. В 1838 году оно перешло во владение городской казны, и там была размещена резиденция генерал-губернатора[7]. Ныне — Научная библиотека Иркутского государственного университета (с 1936 года).
- № 36 — Здание бывшей канцелярии иркутского генерал-губернатора (не позже 1790 года, архитектор А. Я. Алексеев). Сейчас в здании располагается Международно-правовое отделение Юридического института ИГУ.
- № 44 — Гостиница «Иркутск», ранее называвшаяся «Интурист».
- № 56 — Здание XIX века.
- № 70 — Арбитражный суд Иркутской области.
- Памятник Александру III.
- Бюст Юрию Гагарину (установлен в 1977 году, скульпторы Кузнецов Ю. Ф., Книжников И. Г., Конецкий В. Н., Верхозин В. П.)
- Мемориальный комплекс на месте братской могилы красногвардейцев и революционных солдат погибших в Декабрьских боях 1917 года.
- Памятник «Солдатам правопорядка» (установлен в 1999 году, архитектор С. Б. Демков).

## Транспорт
Движение общественного транспорта по бульвару Гагарина не осуществляется. В летнее время от пароходной пристани ходит теплоход до пристани Титово в Студгородке.

## Галерея

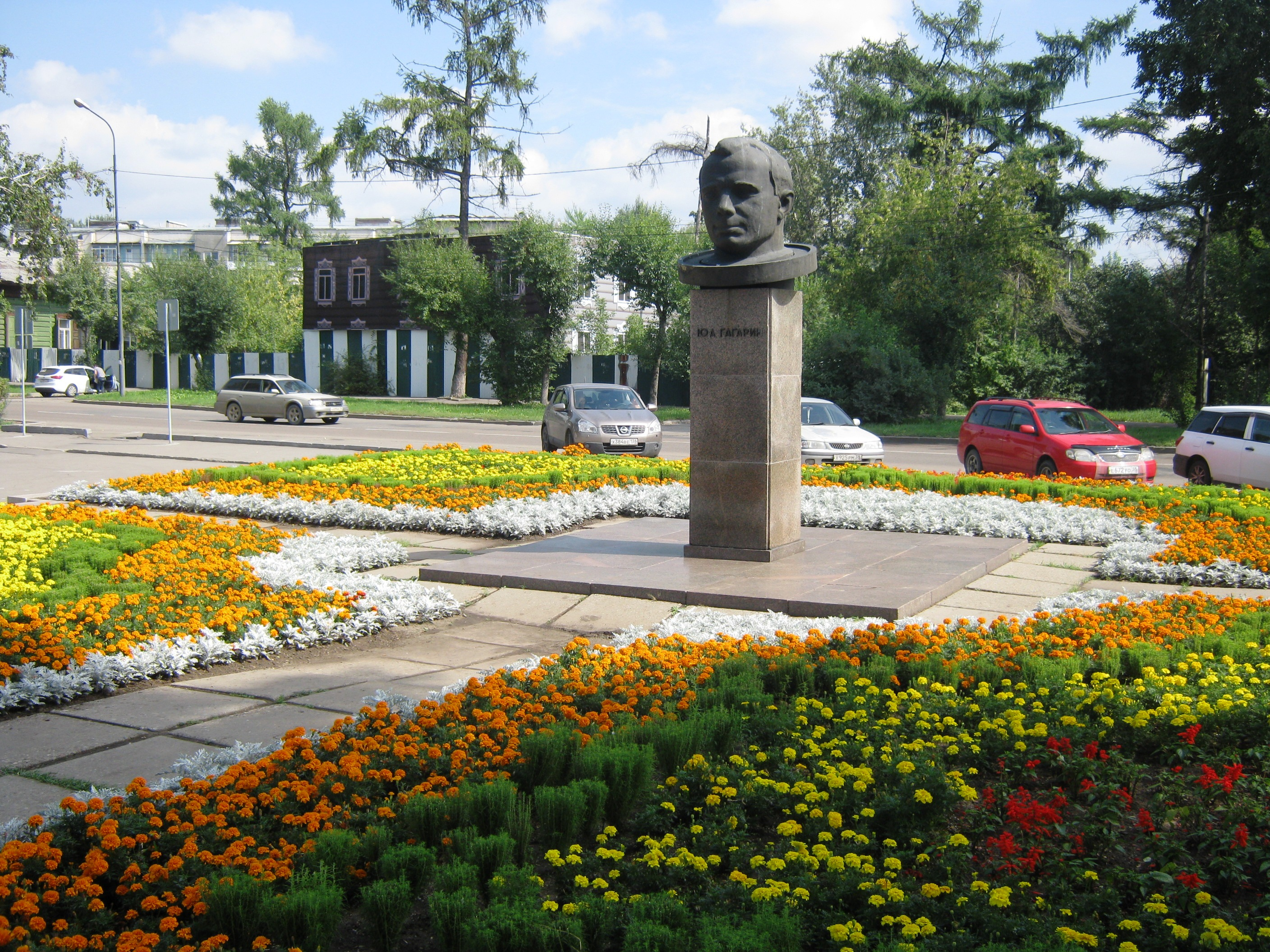
Памятник Ю. А. Гагарину
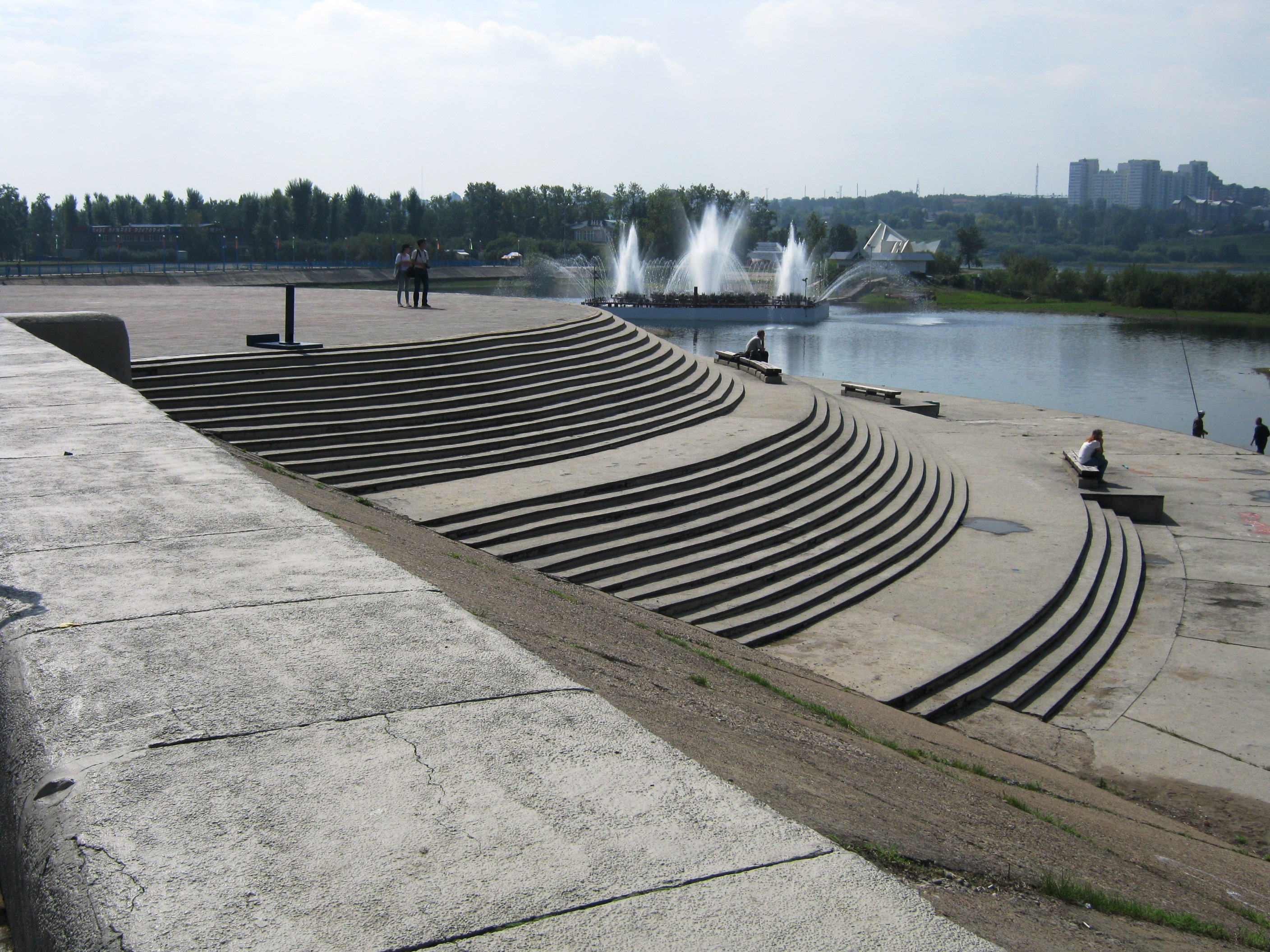
Фонтан
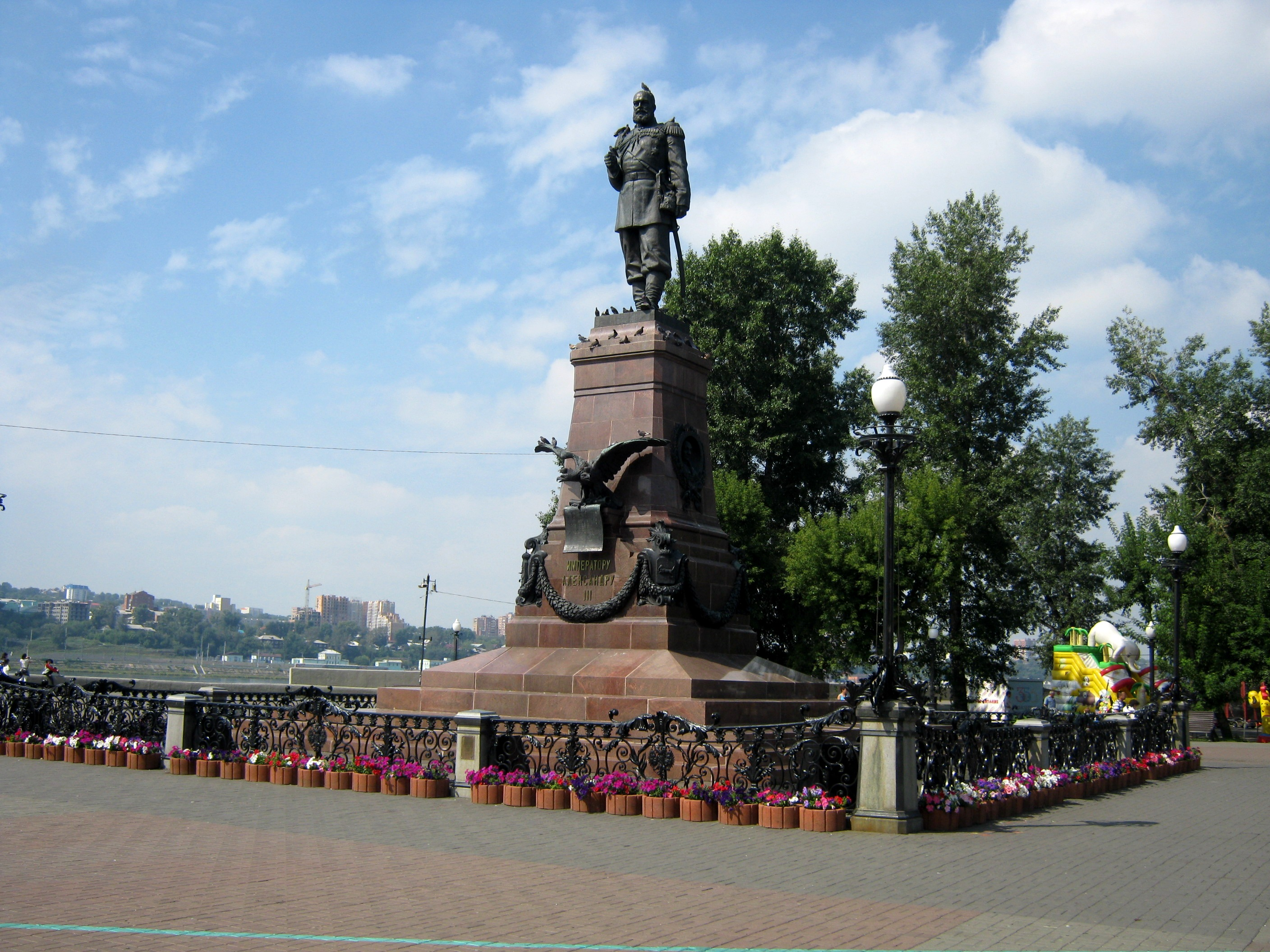
Памятник российскому императору Александру III
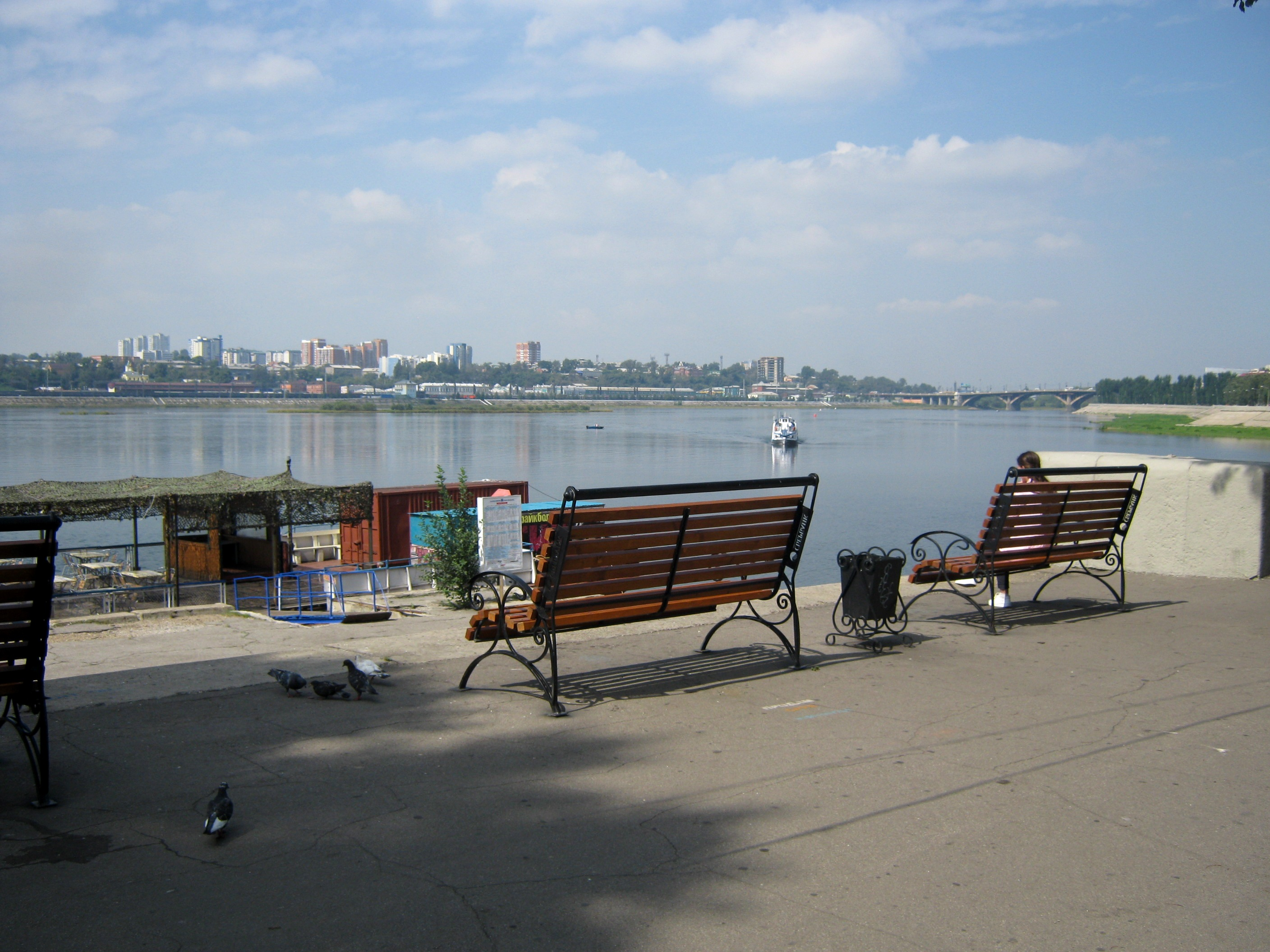
Вид на Ангару
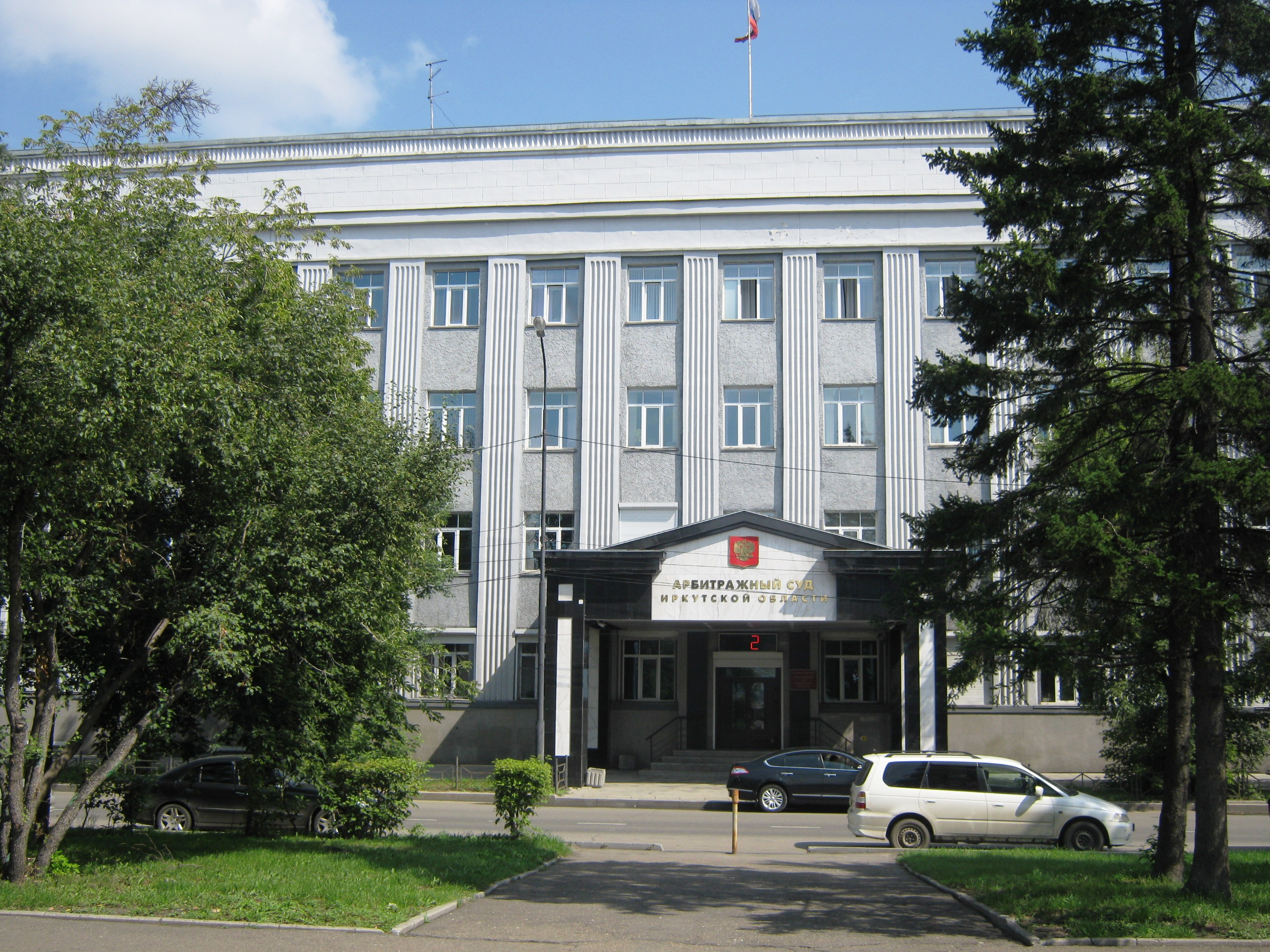
Арбитражный суд Иркутской области
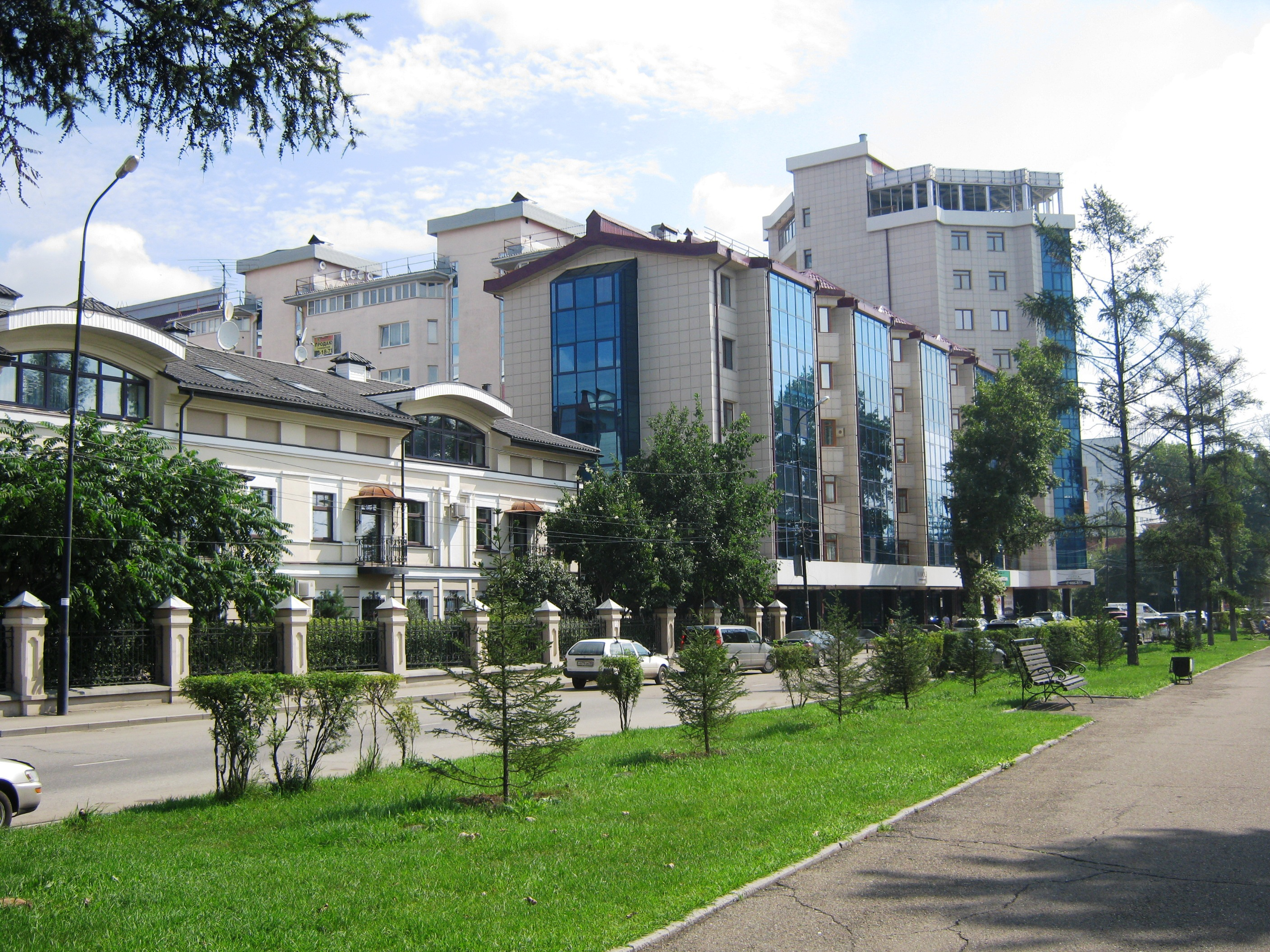
Дома № 68 и № 66 по бульвару Гагарина
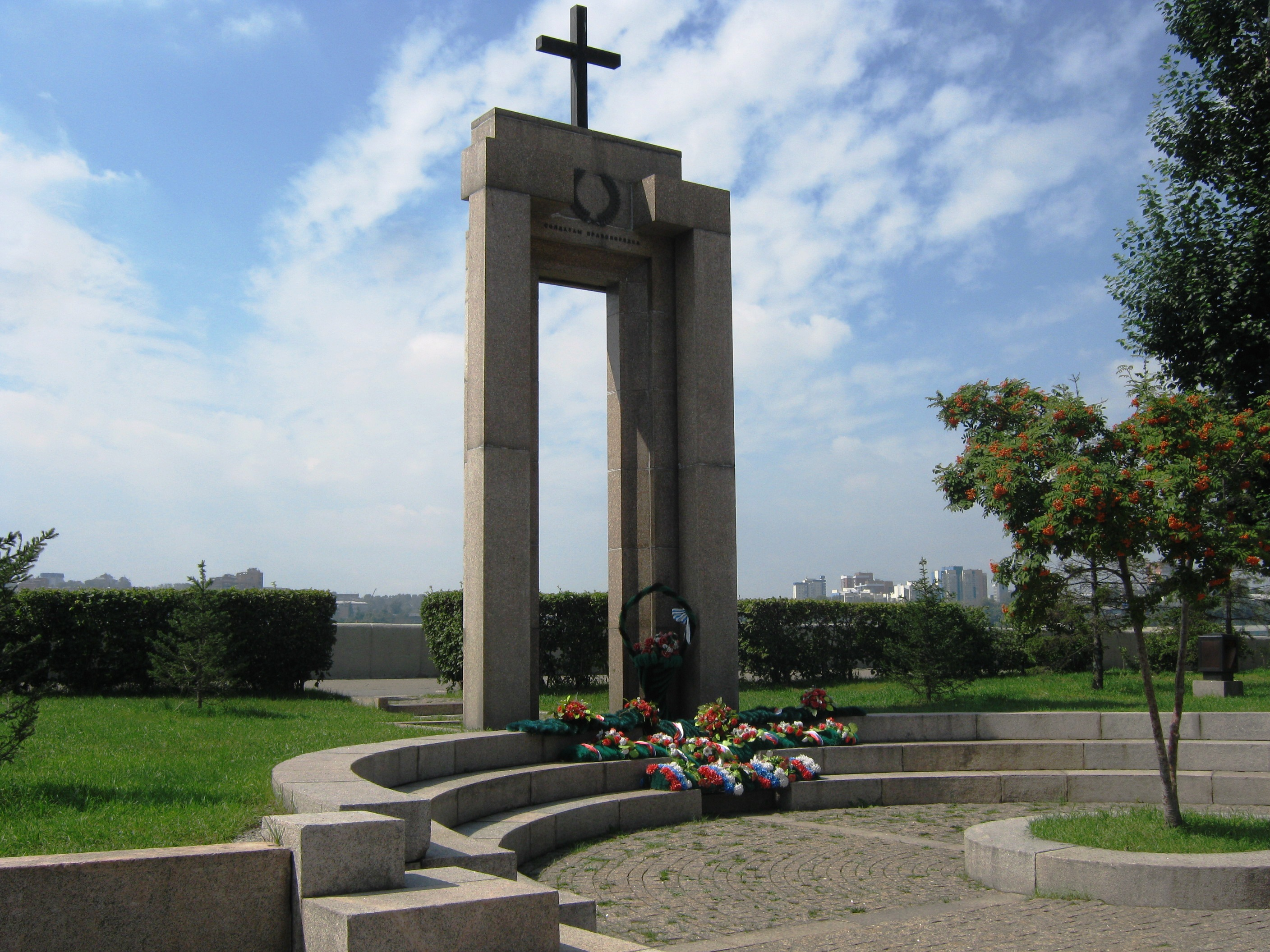
Памятник солдатам правопорядка
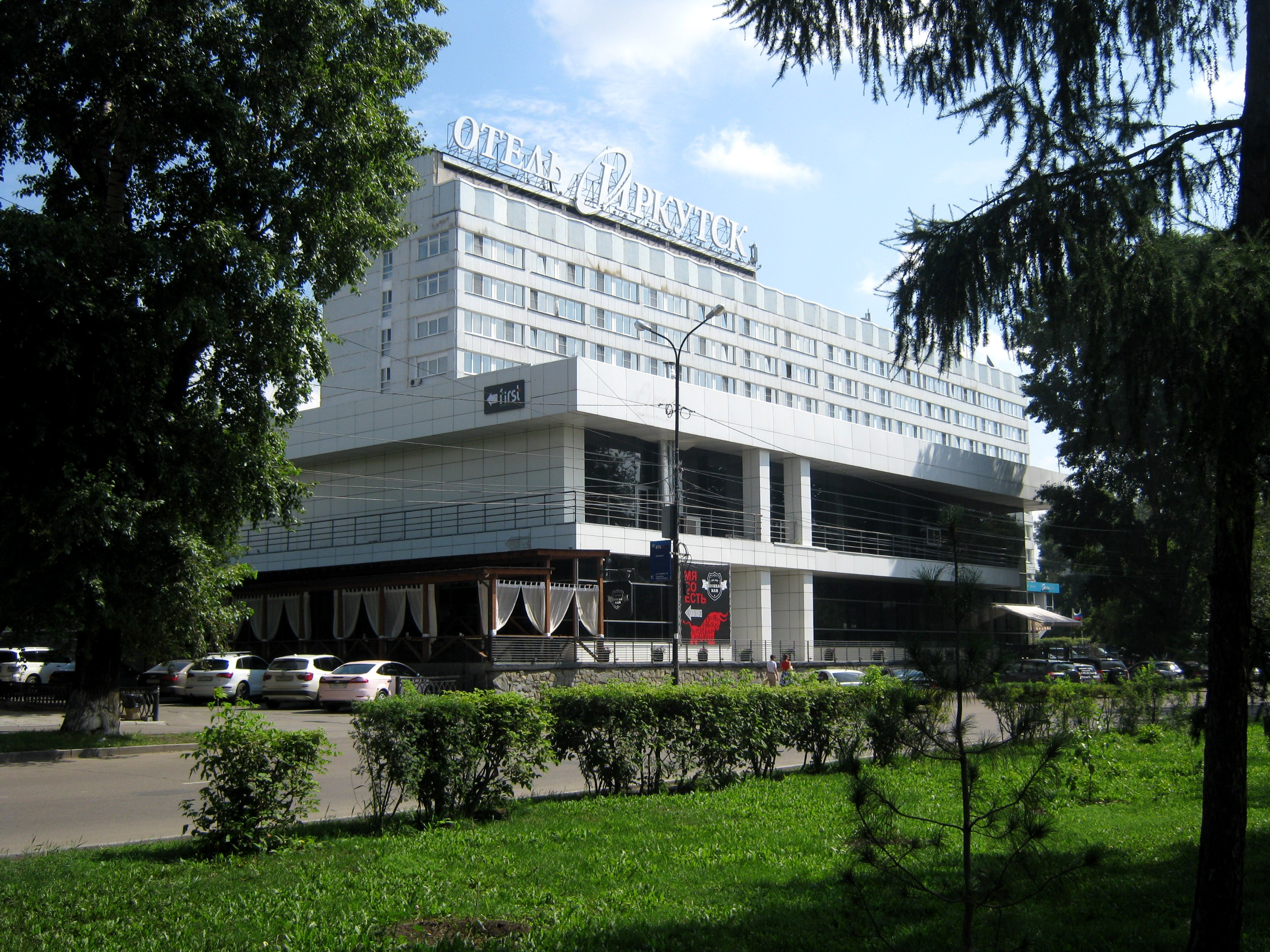
Отель «Иркутск»
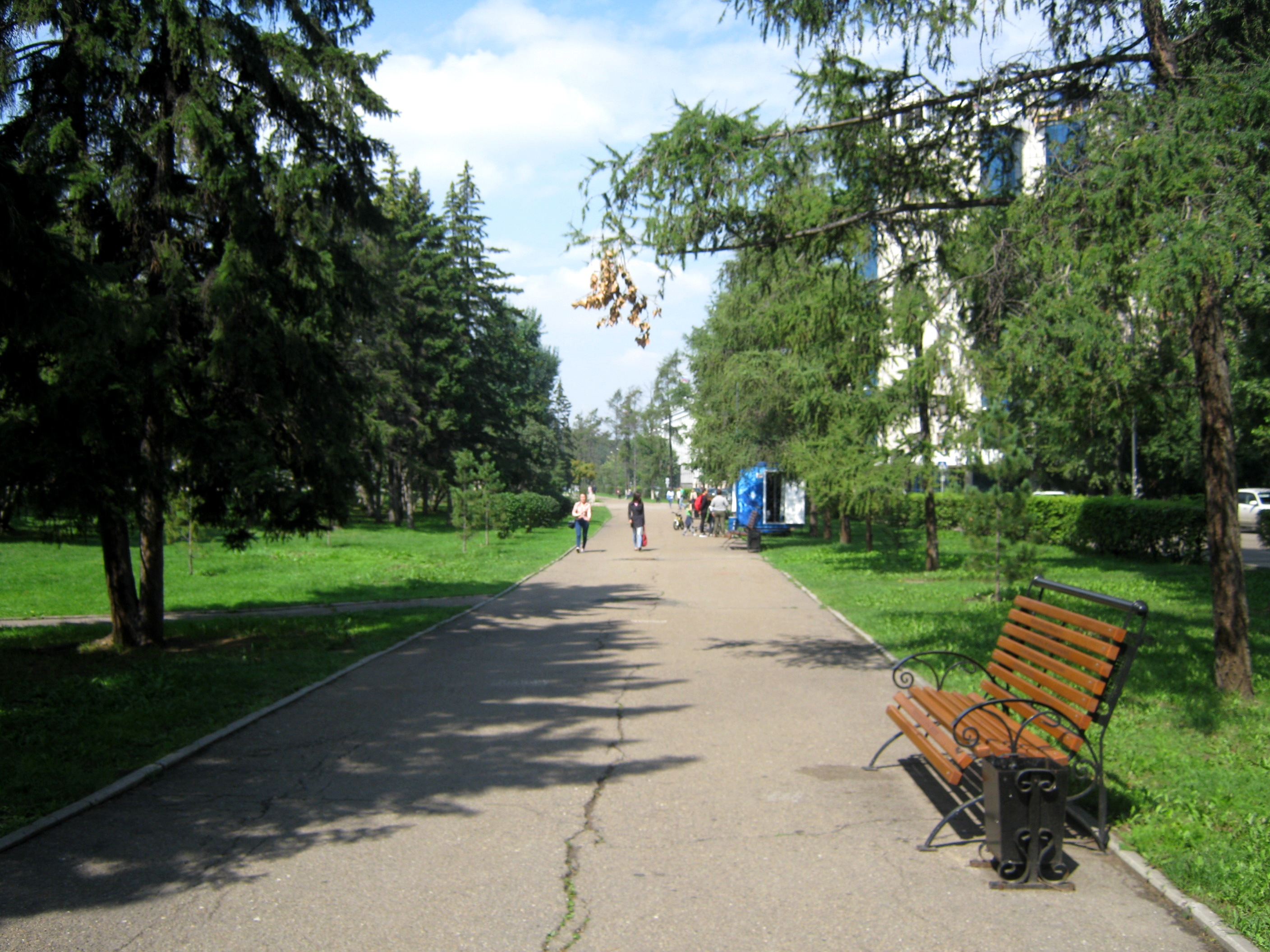
На бульваре Гагарина